# Joshua E. Sawyer

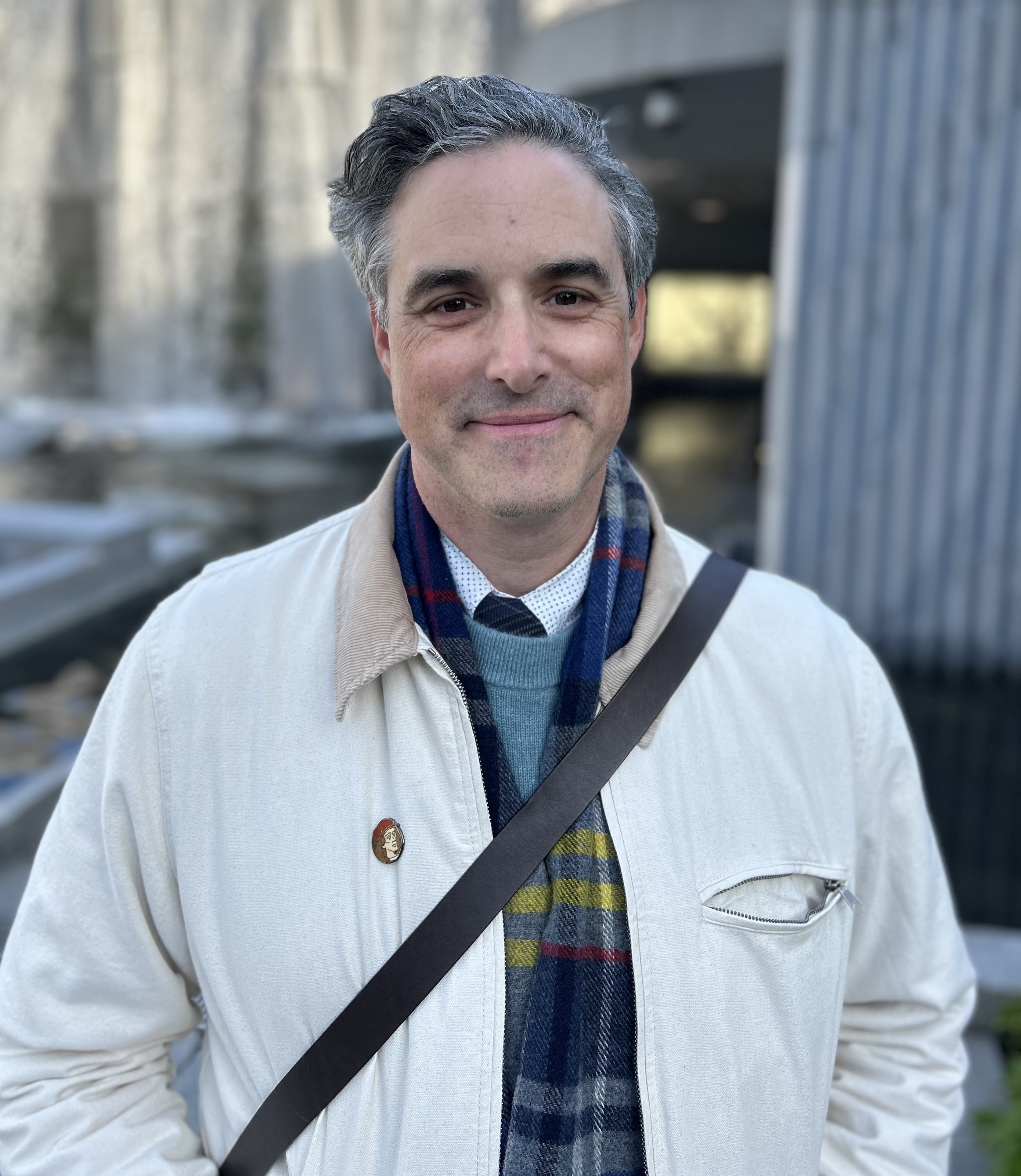
Joshua E. Sawyer auf der Game Developers Conference im März 2025.

Joshua Eric Sawyer (* 18. Oktober 1975), genannt Josh, ist ein US-amerikanischer Spieleentwickler mit Schwerpunkt auf Computer-Rollenspielen.

## Leben
Sawyer ist der Sohn von Linda und Gerald P. Sawyer. Sawyers Familie ist größtenteils deutscher Abstammung, er selbst beherrscht zudem die deutsche Sprache. Er wuchs auf in Fort Atkinson (Wisconsin) und absolvierte von 1994 bis 1999 ein Studium in Geschichte (Major) und Theater (Minor) an der Lawrence University, das er jeweils mit einem Bachelor abschloss. Bereits seit seiner Kindheit interessierte er sich dabei für Computer-Rollenspiele wie The Bard’s Tale und das Rollenspiel-Regelwerk Dungeons & Dragons, was er als Hobby bis in Studienzeiten beibehielt.

## Karriere
Josh Sawyer begann seine Karriere als Webmaster des US-amerikanischen Spieleentwicklers Interplay, für den er unter anderem die Produktseite zu Planescape: Torment betreute. Für das Computer-Rollenspiel Icewind Dale des Interplay-Entwicklungsstudios Black Isle Studios arbeitete er schließlich erstmals auch als Designer, zuständig für die Erstellung von Leveln und Spielgegenständen. Für den nie vollendeten Nachfolger zu Baldur’s Gate II: Schatten von Amn (Arbeitstitel Project Jefferson bzw. The Black Hound) arbeitete er erstmals als Lead Designer und übte diese Position in Folge auch für Icewind Dale II und das ebenfalls unvollendete Van-Buren-Projekt, eine Fallout-Fortsetzung, aus. Nach dem Abgang zahlreicher führender Köpfe der Black Isle Studios gab auch J. E. Sawyer am 7. November 2003 sein Ausscheiden zum 21. November bekannt.
Für den Publisher Midway arbeitete er zusammen mit John Romero an dem Spiel Gauntlet: Seven Sorrows, verließ das Unternehmen jedoch genauso wie Romero am 15. Juli 2005 noch vor Fertigstellung des Projekts und verzichtete auch auf eine Nennung als Entwickler. Wie bereits mehrere seiner Black-Isle-Arbeitskollegen zuvor, wechselte er zu Obsidian Entertainment, wo er nach dem Abgang von Feret Baudoin dessen Aufgabe als Lead Designer von Neverwinter Nights 2 übernahm. Er übernahm in Folge weitere Führungsaufgaben, unter anderem als Project Director und Lead Designer für Fallout: New Vegas. Auch für die Eigenproduktion Pillars of Eternity übernahm Sawyer die Aufgabe des Project Director.

## Designprinzipien
Eines der Designziele von Sawyers Arbeiten ist, dem Spieler größtmöglichen Einfluss auf die Entwicklung und Auftreten seines Spielercharakters und den Verlauf der Spielhandlung zu geben. Sein Fokus liegt dabei auf der Erzählung eines Rollenspiels, obgleich er sich auch als Verfechter tiefgreifender, durchdachter Spielmechaniken bezeichnet. Haupteinflüsse für seine Arbeit stellen nach eigenen Angaben die Spiele Darklands (hier insbesondere die Aspekte Erkundung der Spielwelt und die Spielmechanik), Fallout (Entscheidungsmöglichkeiten des Spielers und daraus resultierende Konsequenzen) und Pool of Radiance (Gruppenmechaniken, taktische Rundenkämpfe) dar.

## Ludografie
- Icewind Dale (2000)
- Icewind Dale II (2002)
- Lionheart: Legacy of the Crusader
- Neverwinter Nights 2 (2006)
- Alpha Protocol (2010)
- Fallout: New Vegas (2010)
- Pillars of Eternity (2015)
- Pillars of Eternity II: Deadfire (2018)[10]
- Pentiment (2022)